# Охотников, Георгий Ильич
Гео́ргий Ильи́ч Охо́тников (1911 — 1996) — советский инженер и учёный, кандидат технических наук. Лауреат Сталинской премии третьей степени (1950).

## Биография
Окончил эксплуатационный факультет ГИИВТ (1936).
Работал в Средневолжском пароходстве, с 1948 года после объединения — в Волжском грузовом речном пароходстве (Куйбышев): инженер, старший инженер, начальник технического отдела службы эксплуатации, заместитель начальника пароходства.
В 1950—1951 годах в заграничной командировке. В 1951—1956 годах в центральном аппарате МРФ СССР.
Кандидат технических наук.
С 1956 года работал в ЦНИИЭВТ (Центральный НИИ экономики и эксплуатации водного транспорта), в 1956—1972 заместитель директора по научной работе.

## Награды и премии
- Сталинская премия третьей степени (1950) — за коренное усовершенствование методов эксплуатации речных судов
- орден «Знак Почёта»
- семь медалей